# Julio César Gandarilla Bermejo
Julio César Gandarilla Bermejo (Matanzas; 1943-La Habana; 24 de noviembre de 2020) fue un político cubano. Fue nombrado por el Consejo de Estado, a propuesta de su presidente como ministro de Interior de la República de Cuba el 9 de enero de 2017. Anteriormente se desempeñaba como viceministro primero del Ministerio del Interior, y llegó a ostentar el grado de vicealmirante de la Marina de Guerra Revolucionaria.

## Trayectoria Política y Militar
Desde el triunfo de la revolución se desempeñó en funciones de alta importancia como jefe de la Contrainteligencia Militar (CIM), órgano de seguridad de las Fuerzas Armadas Revolucionarias (FAR), entre otros puestos a fines de alta responsabilidad.
Cumplió varias misiones internacionalistas.
Era miembro del Comité Central del Partido Comunista de Cuba (PCC) y diputado de la Asamblea Nacional (ANC).